# Goniobrochus ewingi
Goniobrochus ewingi är en armfotingsart som först beskrevs av Cooper 1973.  Goniobrochus ewingi ingår i släktet Goniobrochus och familjen Dyscoliidae. Inga underarter finns listade i Catalogue of Life.